# Kúros

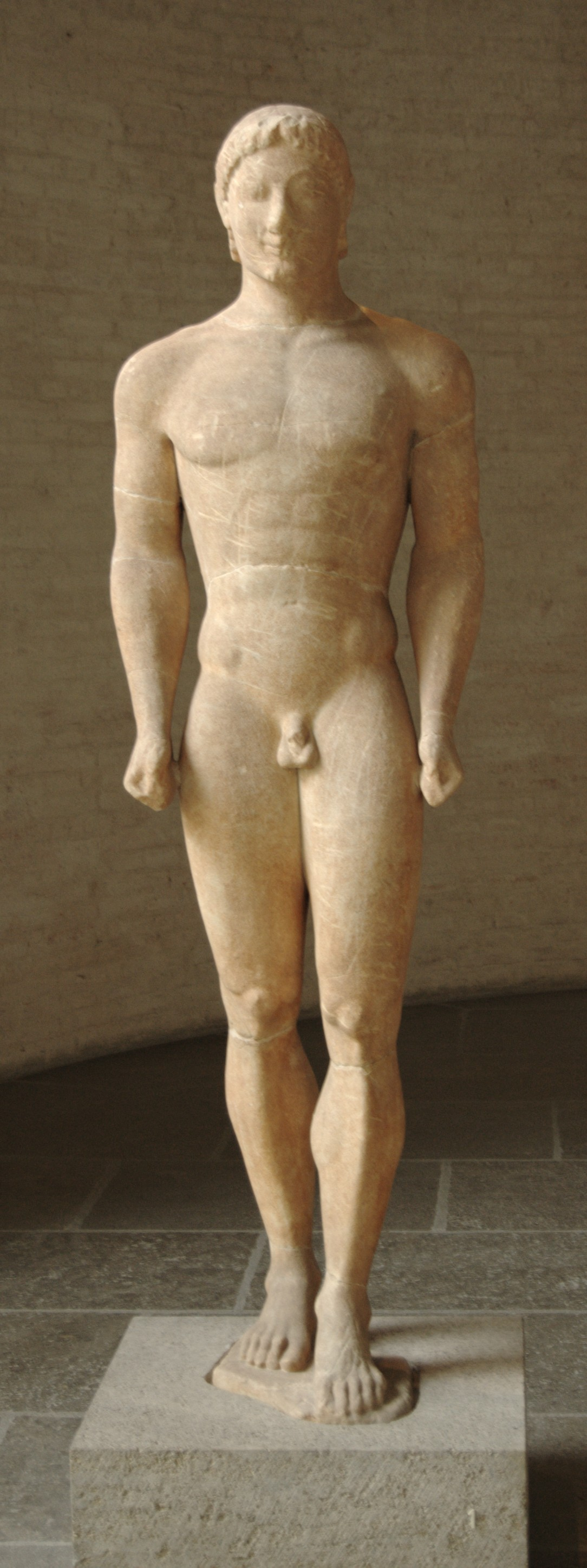
Atický kúros v nadživotní velikosti (kolem 540 př. n. l., Mnichov)

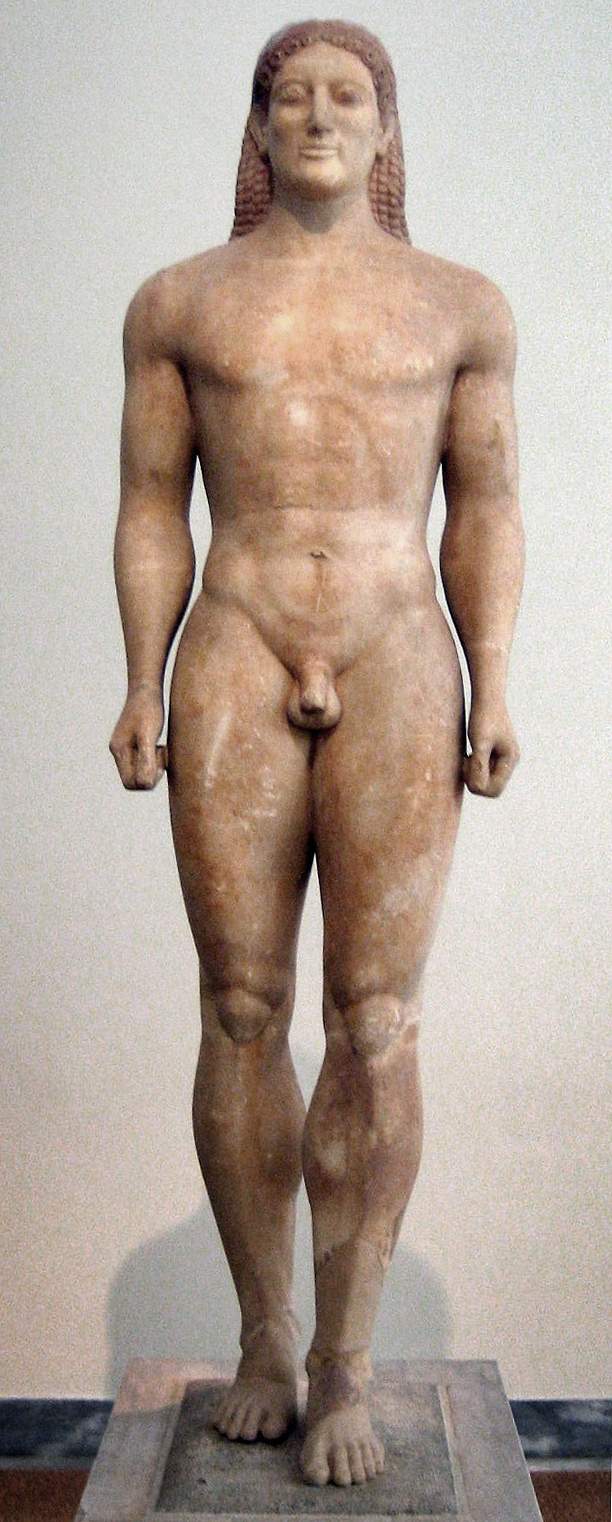
Anavyssův kúros (kolem 520 př. n. l., Athény)

Kúros (řec. κοῦρος, plur. kúroi, mladík) znamená v archeologii sochu mladíka z archaické (předklasické) řecké doby.

## Popis
Sochy tohoto druhu se vyskytují od 7. do 5. stol. př. n. l. po celém řecky mluvícím světě, zhotovovaly se z mramoru, z vápence, z pískovce, z bronzu i ze dřeva a bývaly původně malované (polychromie). Stavěly se volně na hrobech a v chrámech, často ve velikém počtu, a dlouho se pokládaly za sochy boha Apollóna. Zatímco kúros je vždycky nahý, s rukama volně podél těla, jeho ženský protějšek koré je vždy oblečený, často s bohatými copy či účesem, a jedna ruka obvykle nesla obětní dar. Kúros není portrét, nýbrž idealizovaná a poněkud strnulá postava se schematickým obličejem, obráceným přesně dopředu, obvykle mívá charakteristický lehký úsměv na tváři.